# Ruisseau des Méances
Le ruisseau des Méances  est un cours d'eau français qui coule dans le département de Seine-et-Marne, en région Île-de-France. C'est un affluent droit de la Seine.

## Géographie
De 27,14 kilomètres de longueur, le ruisseau des Méances nait dans la commune de Chalautre-la-Grandeet, se jette dans la Seine à Saint-Sauveur-lès-Bray,

### Communes traversées
Le ruisseau des Méances traverse les dix communes suivantes, d'amont vers l'aval, de Chalautre-la-Grande, Sourdun, Chalautre-la-Petite, Sainte-Colombe, Soisy-Bouy, Chalmaison, Les Ormes-sur-Voulzie, Everly, Mouy-sur-Seine et Saint-Sauveur-les-Bray, toutes situées dans le département de Seine-et-Marne.

### Bassin versant
Son bassin versant correspond à une zone hydrographique traversée 
« Le ruisseau des Méances de sa source au confluent de la Seine (exclu) » (F222) et s'étend sur 125 km2. Il est constitué à 59,64 % de « territoires agricoles », 33,67 % de « forêts et milieux semi-naturels », 6,25 % de « territoires artificialisés », 0,64 % de « surfaces en eau ».

## Affluents
Le ruisseau des Méances a quatre affluents référencés :
- le ru de Veillien (rg[note 2]), long de 2,1 km[4], sur les communes de Soisy-Bouy (source) et Chalautre-la-Petite (confluence).
- le ruisseau des Méances (bras) (rg), long de 1,4 km[5], sur la commune  de Chalmaison ;
- le Fossé 01 des Chaintres (rg), long de 3 km[6], sur les communes de Mouy-sur-Seine, Les Ormes-sur-Voulzie et Everly ;
- Grande Noue d'Hermé (rg), long de 21,6 km[7], sur les communes de Mouy-sur-Seine, Melz-sur-Seine, Hermé, Gouaix, Everly, Noyen-sur-Seine et Le Mériot (Aube) avec un affluent:
  - le ruisseau des Méances (rd), 0,7 km sur la seule commune de Mouy-sur-Seine.

### Rang de Strahler
Donc son rang de Strahler est de trois.

## Aménagements et écologie
Le ruisseau des Méances traverse la réserve naturelle de la Bassée.